# Auguste-Frédéric de Talhouët
Auguste Frédéric de Talhouët est un officier général et homme politique français, né à Rennes (province de Bretagne) le 8 avril 1788 et mort à Paris le 12 mars 1842. Il a notamment été maréchal de camp puis pair de France.

## Biographie

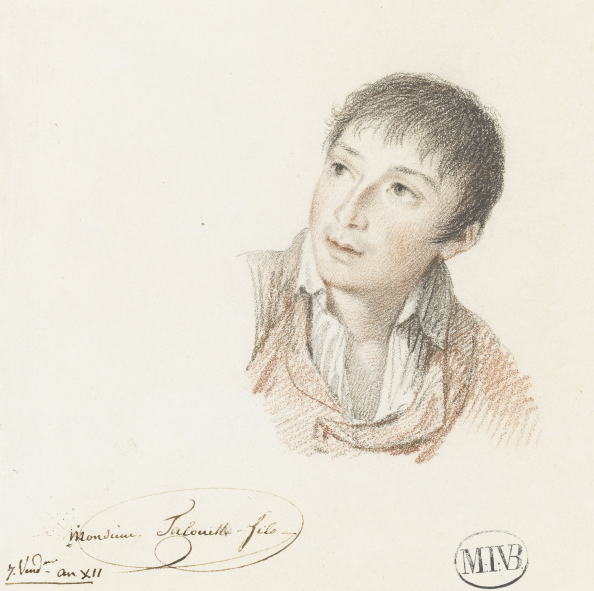
Portrait de Talhouet fils, Mattheus Ignatius van Bree (1773–1839), 1804, Musée du Louvre.

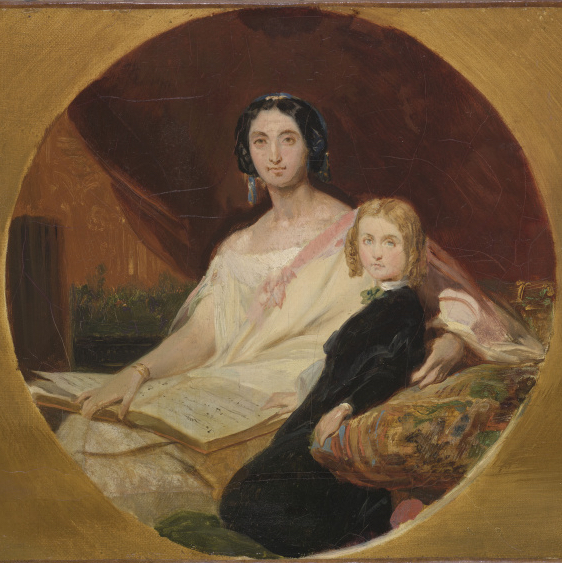
Portraits de la duchesse d'Uzès, née Talhouët et de sa fille aînée, Léon Cogniet (1794–1880).

Fils de Louis Céleste de Talhouët-Bonamour (1761-1812) et d'Élisabeth Baude de La Vieuville (1764-1814), neveu d'Auguste-Joseph Baude de la Vieuville et d'Henri Baude de La Vieuville, Auguste de Talhouët, engagé en 1804 dans un régiment d'infanterie légère, entra à l'École spéciale militaire de Fontainebleau et en sort sous-lieutenant au 15e régiment de chasseurs à cheval. Il prit part à la Campagne de Prusse et de Pologne (1806-1807), devint officier d'ordonnance de Napoléon Ier en 1807, capitaine en 1809 après la bataille de Wagram, baron de l'Empire le 3 août 1810, chef d'escadron en 1811 et officier de la Légion d'honneur après la bataille de la Moskova. Sa brillante conduite lors de cette bataille, au cours de laquelle il mit en déroute un bataillon russe, lui valut quelques jours plus tard le grade de colonel au régiment de grenadiers à cheval de la Garde impériale. Grièvement blessé pendant la retraite de Russie, il ne conserva la vie que grâce au dévouement d'un de ses soldats qui le traina jusqu'à une ambulance.
En 1814, Talhouët se rallia aux Bourbons. Il se tint à l'écart pendant les Cent-Jours et, en septembre 1815, il fut nommé maréchal de camp et commandant du régiment des grenadiers à cheval de la garde royale.

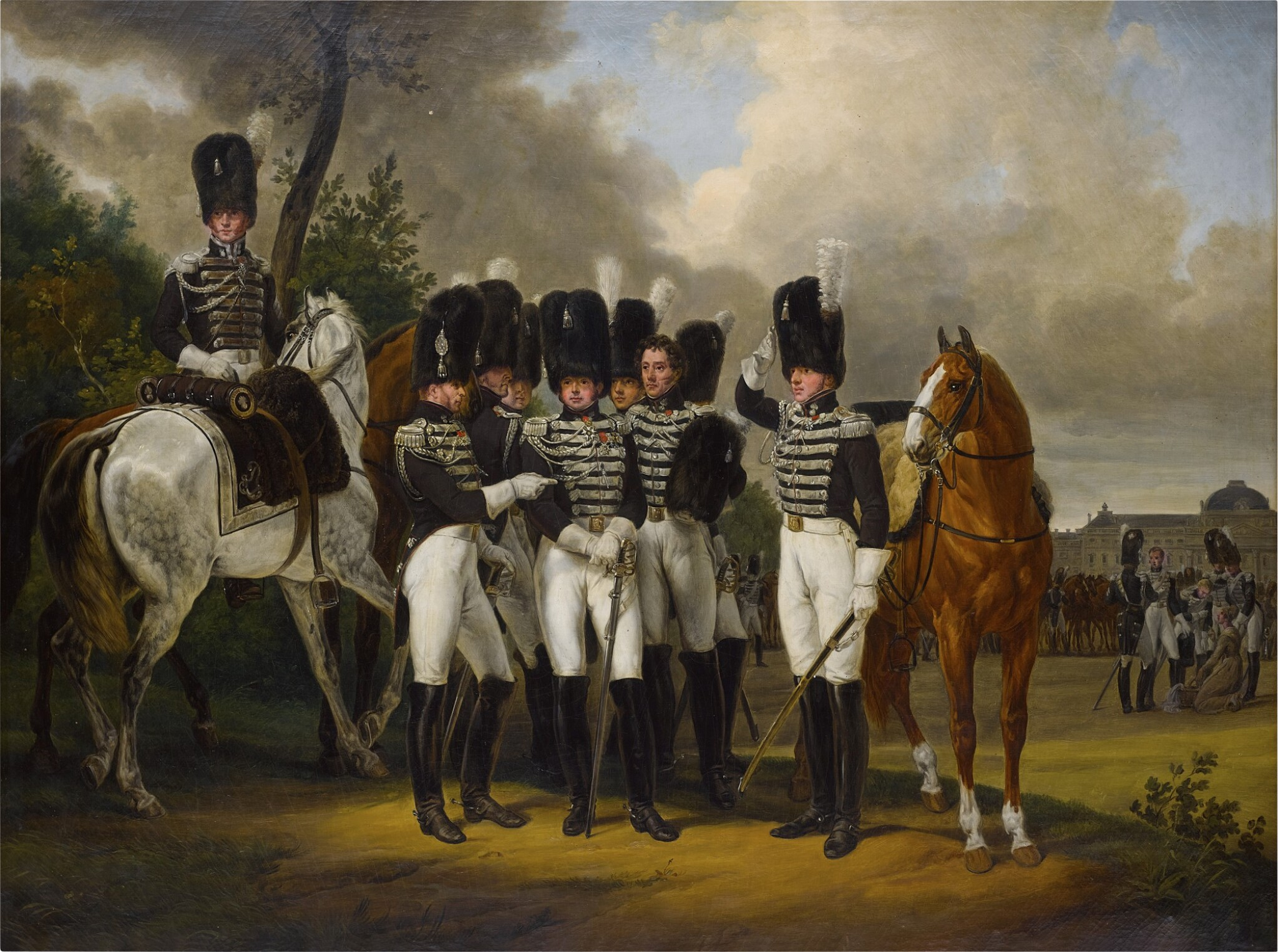
Auguste-Frédéric de Talhouët, colonel des Grenadiers à cheval de la garde royale.

Élevé à la dignité de pair de France le 5 mars 1819 après avoir quitté le service, il vota avec le côté droit de la Chambre haute, prêta serment à la monarchie de Juillet et fut membre et président du conseil général de la Sarthe, département dans lequel il possédait le château du Lude par héritage de sa mère. En 1819, il fut l'un des fondateurs de la Société pour l'amélioration des prisons. Il fut mis à la retraite comme maréchal de camp le 17 février 1841.

## Famille
Il avait épousé en 1817 Alexandrine Laure Sophie Roy (1799-1854), fille du comte Antoine Roy, plusieurs fois ministre des Finances sous la Restauration, et se trouva placé par ce mariage à la tête d'une fortune considérable. Ils eurent pour enfants :
- Auguste Élisabeth Joseph Bon-Amour de Talhouët-Roy (1819-1884), qui épousa le 2 août 1847 à Ris-Orangis[2] Léonie Marie Isidore Désirée Sidonie Honnorez (1829-1892), dont postérité ;
- Françoise Antoinette Élisabeth Sophie de Talhouët-Roy (1818-1863), qui épousa (1836) Armand Géraud Victurnien Jacques Emmanuel de Crussol (1808-1872), 11e duc d'Uzès dont postérité.

## État de services
- 4 octobre 1816 : maréchal de camp[3].
- 12 septembre 1815 - 23 juin 1821 : commandant du 2e régiment de grenadiers à cheval de la garde royale.
- 23 juin 1821 - 17 février 1840 : mis en disponibilité.
- 17 février 1840 : admis en retraite.

## Titres
- baron de l'Empire (décret du 15 août 1809, lettres patentes du 13 août 1810, Palais de Trianon) ;
- Pair de France[4] :
  - Pair à titre héréditaire (5 mars 1819) ;
  - Baron-pair (lettres patentes du 29 avril 1826).

## Décorations
| Grand officier de la Légion d'honneur | Chevalier de l’ordre de la Réunion | Chevalier de Saint-Louis | Ordre du Mérite militaire du Wurtemberg |

- Légion d'honneur[3] :
  - Légionnaire (11 juillet 1807), puis,
  - Officier (29 septembre 1813), puis,
  - Commandant (27 décembre 1814), puis,
  - Grand officier de la Légion d'honneur (31 octobre 1828) ;
- Chevalier de l’ordre de la Réunion (3 avril 1814) ;
- Chevalier de Saint-Louis (27 juin 1814) ;
- Chevalier de l'Ordre du Mérite militaire du Wurtemberg

## Armoiries
| Figure | Blasonnement |
|        | Armes de baron de l'Empire Écartelé, au premier et quatrième d'argent à trois pommes de pin au naturel, au deuxième des barons tirés de l'armée ; au troisième d'argent à trois têtes de loups arrachées d'azur. - Livrées : les couleurs de l'écu |
|        | Armes de baron-pair, D'argent à trois pommes de gueules, la tige en bas., Couronnede baron sur le manteau |

## Résidences

### En province
- Château du Lude, Le Lude (Sarthe)